# 1992年夏季残疾人奥林匹克运动会澳大利亚代表团
1992年夏季残疾人奥林匹克运动会澳大利亚代表团是澳大利亚派出的1992年夏季残疾人奥林匹克运动会代表团。获得37枚金牌、37枚银牌和36枚铜牌。